# Eliza Kruszczyńska
Eliza Kruszczyńska (ur. 19 sierpnia 1975 w Łodzi) – polska śpiewaczka operowa (sopran), triumfatorka VII Międzynarodowego Konkursu Wokalnego im. Stanisława Moniuszki.

## Kariera artystyczna
W dzieciństwie wyjechała z rodzicami do Włoch. Tam, w Conservatorio A. Casella w L’Aquili ukończyła klasę skrzypiec.
Naukę kontynuowała w Akademii Muzycznej Luisy D'Annunzio w Pescarze w klasie śpiewu solowego prof. Marii Luisy Carboni.
Głos doskonaliła także pod opieką Nicholasa Giusti oraz śpiewaczki rumuńskiej Marii Slatinaru Nistor.
W czasie studiów zadebiutowała w Teatro Auditorium Flaiano w Pescarze w IV Symfonii Mahlera i roli Lauretty w operze Pucciniego Gianni Schicchi. Na scenie śpiewała w operach: Manon Masseneta, Traviata Verdiego, Czarodziejski flet Mozarta, Carmen Bizeta.
Uczestniczyła w kursach mistrzowskich prowadzonych przez Reginę Resnik, Mirellę Freni, Leontine Vaduva i George Vaz De Carvallo, Lucianę Serra, Renatę Scotto i Teresę Żylis-Gara.
Artystka występowała w Hiszpanii, Włoszech, Francji, Rumunii i Kanadzie.
W Polsce występowała z orkiestrami filharmonii w Poznaniu (Missa pro pace), Łodzi (recital fortepianowy), Bydgoszczy (Requiem Mozarta), Krakowie (Norma, wersja koncertowa) i Warszawie (II symfonia Mendelssohna – dyrygował Jesús López Cobos, Lament for Jerusalem – dyrygował Piotr Gajewski, Requiem Sznitkego – dyrygował Jacek Kaspszyk). 7 lipca 2012 roku była gwiazdą gali finałowej XVIII Międzynarodowego Festiwalu Muzycznego im. Krystyny Jamroz w Busku-Zdroju. Od marca 2013 jest solistką Opery Wrocławskiej.

## Repertuar
Artystka ma w repertuarze opery i dzieła oratoryjno-kantatowe. Operowy repertuar obejmuje m.in. partię tytułową w Madame Butterfly, Mimi w Cyganerii, Liu w Turandot Pucciniego, Micaëlę w Carmen, Leilę w Poławiaczach pereł Bizeta, Florę w Chopinie G. Orefice, Antonię oraz Giuliettę w Opowieściach Hoffmanna, Lady Makbet w Makbecie Verdiego, Sentę w Latającym Holendrze Wagnera, Elżbietę w Don Carlosie G. Verdiego, Leonorę w Trubadurze G.Verdiego, Leonorę w Oberto re di Bonifacio G.Verdiego, Abigaille w Nabucco G.Verdiego oraz Leonorę w Fidelio L. Beethovena, Santuzzę w Cavalleria Rusticana Mascagniego, Agatę w Wolnym Strzelcu Carla Maria Von Webera, Księżniczkę Czardasza I. Kálmána.

## Konkursy i nagrody
Eliza Kruszczyńska w 2004 roku była finalistką w konkursie Toti del Monte w Treviso, a także finalistką w konkursach wokalnych w Spoleto i Tuluzie.
W 2010 roku artystka zwyciężyła w VII Międzynarodowym Konkursie Wokalnym im. Stanisława Moniuszki i jako druga w historii tego konkursu, a zarazem pierwsza Polka, została przez jury uznana godną przyznania Grand Prix im. Marii Fołtyn. Otrzymała także nagrody pozaregulaminowe – nagrodę publiczności za wykonanie arii Cio-cio-san z III aktu opery Madame Butterfly i Nagrodę im. Józefiny Reszke dla najlepszego sopranu.

## Nagrania
Uczestniczyła w nagraniu opery Monbar czyli Flibustierowie Ignacego Dobrzyńskiego – inauguracji sezonu artystycznego 2010/11 Chóru Polskiego Radia i Polskiej Orkiestry Radiowej pod dyrekcją Łukasza Borowicza.